# Acalyptris shafirkanus
Acalyptris shafirkanus là một loài bướm đêm thuộc họ Nepticulidae. Nó được miêu tả bởi Puplesis năm 1984. Nó được tìm thấy ở Turkmenistan và Uzbekistan.